# My Love (canción de Baekhyun)
«My Love» (en hangul, 너를 사랑하고 있어) es una canción grabada por el cantante surcoreano Baekhyun. Fue lanzada como banda sonora del drama Dr. Romantic 2. Se publicó como sencillo digital el 7 de enero de 2020 por YAMYAM Entertainment, bajo la licencia de Kakao M.

## Éxito comercial
La canción debutó en el décimo séptimo puesto de Gaon Digital Chart, logrando subir dos puestos a la semana siguiente. «My Love» también alcanzó la decimotercera posición en el K-pop Hot 100 de Billboard.

## Lista de canciones
| My Love |                                |                         |                            |          |  |
| N.º     | Título                         | Letras                  | Música                     | Duración |  |
| 1.      | «My Love» (너를 사랑하고 있어) | Ji Hoon Jeon Chang-yeop | Choi In-hwan Lee Seung-joo | 3:15     |  |
| 2.      | «My Love» (instrumental)       |                         | Choi In-hwan Lee Seung-joo | 3:15     |  |
| 6:30    |                                |                         |                            |          |  |

## Posicionamiento en listas
| Lista (2020)                         | Mejor posición |
| ------------------------------------ | -------------- |
| Corea del Sur (Gaon Digital Chart)   | 15             |
| Corea del Sur (K-pop Hot 100)        | 13             |
| Estados Unidos (World Digital Songs) | 20             |